# Катагуазис
Катагуазис (порт. Cataguases) — муниципалитет в Бразилии, входит в штат Минас-Жерайс. Составная часть мезорегиона Зона-да-Мата. Входит в экономико-статистический микрорегион Катагуазис. Население составляет 68 298 человек на 2006 год. Занимает площадь 482,325 км². Плотность населения — 141,6 чел./км².
Праздник города — 7 сентября.

## История
Город основан в 1877 году.

## Статистика
- Валовой внутренний продукт на 2003 год составляет 485 020 106,00 реалов (данные: Бразильский институт географии и статистики).
- Валовой внутренний продукт на душу населения на 2003 год составляет 7313,55 реалов (данные: Бразильский институт географии и статистики).
- Индекс развития человеческого потенциала на 2000 год составляет 0,794 (данные: Программа развития ООН).

## География
Климат местности: тропический.